# دانيال ماتسوناغا
دانيال ماتسوناغا (بالبرتغالية: Daniel Matsunaga‏) (28 نوفمبر 1988 بالبرازيل - ) هو لاعب تايكوندو وعارض ولاعب كرة قدم برازيلي في مركز الوسط. لعب مع نادي كايا وStallion Laguna F.C. ‏ وPachanga Diliman F.C. ‏ وTeam Socceroo F.C. ‏.

## وصلات خارجية
- دانيال ماتسوناغا على موقع IMDb (الإنجليزية)
- دانيال ماتسوناغا على موقع قاعدة بيانات الفيلم (الإنجليزية)